# Finale de la Coupe des clubs champions européens 1988-1989
La finale de la Coupe des clubs champions européens 1988-1989 est remportée par l'AC Milan contre le Steaua Bucarest, sur le score de 4-0.

## Parcours des finalistes
Note : dans les résultats ci-dessous, le score du finaliste est toujours donné en premier (D : domicile ; E : extérieur).
| Steaua Bucarest | Steaua Bucarest | Steaua Bucarest | Steaua Bucarest |                     | AC Milan                 | AC Milan        | AC Milan  | AC Milan     |
| --------------- | --------------- | --------------- | --------------- | ------------------- | ------------------------ | --------------- | --------- | ------------ |
| Adversaire      | Total           | Aller           | Retour          | Tour                | Adversaire               | Total           | Aller     | Retour       |
| Sparta Prague   | 7 - 3           | 5 - 1 (E)       | 2 - 2 (D)       | Premier tour        | Levski Sofia             | 7 - 2           | 2 - 0 (E) | 5 - 2 (D)    |
| Spartak Moscou  | 5 - 1           | 3 - 0 (D)       | 2 - 1 (E)       | Huitièmes de finale | Étoile rouge de Belgrade | 2 - 2 4 - 2 tab | 1 - 1 (D) | 1 - 1 ap (E) |
| IFK Göteborg    | 5 - 2           | 0 - 1 (E)       | 5 - 1 (D)       | Quarts de finale    | Werder Brême             | 1 - 0           | 0 - 0 (E) | 1 - 0 (D)    |
| Galatasaray     | 5 - 1           | 4 - 0 (D)       | 1 - 1 (E)       | Demi-finales        | Real Madrid              | 6 - 1           | 1 - 1 (E) | 5 - 0 (D)    |

## Feuille de match
| 24 mai 1989 | Steaua Bucarest | 0 – 4   | AC Milan                            | Camp Nou, Barcelone                                    |                                                        |
| 20 h 15     |                 | (0 - 3) | 18e 39e Gullit · 27e 47e Van Basten | Spectateurs : 97 000 Arbitrage : Karl-Heinz Tritschler | Spectateurs : 97 000 Arbitrage : Karl-Heinz Tritschler |
| 20 h 15     | Rapport         |         |                                     | Spectateurs : 97 000 Arbitrage : Karl-Heinz Tritschler | Spectateurs : 97 000 Arbitrage : Karl-Heinz Tritschler |

| Steaua | Milan |

| G                 | 1  | Silviu Lung       |  |     |
| D                 | 2  | Dan Petrescu      |  |     |
| D                 | 3  | Nicolae Ungureanu |  |     |
| D                 | 4  | Adrian Bumbescu   |  |     |
| D                 | 6  | Ștefan Iovan      |  |     |
| M                 | 5  | Tudorel Stoica    |  |     |
| M                 | 8  | Daniel Minea      |  |     |
| M                 | 10 | Gheorghe Hagi     |  |     |
| M                 | 11 | Iosif Rotariu     |  | 46e |
| ATT               | 7  | Marius Lăcătuș    |  |     |
| ATT               | 9  | Victor Pițurcă    |  |     |
| Remplaçants :     |    |                   |  |     |
| G                 | 12 | Gheorghe Liliac   |  |     |
| D                 | 13 | Petre Bunaciu     |  |     |
| M                 | 14 | Gavril Balint     |  | 46e |
| M                 | 15 | Lucian Bălan      |  |     |
| ATT               | 16 | Adrian Negrău     |  |     |
| Entraineur :      |    |                   |  |     |
| Anghel Iordănescu |    |                   |  |     |

| G             | 1  | Giovanni Galli        |     |     |
| D             | 2  | Mauro Tassotti        |     |     |
| D             | 3  | Paolo Maldini         |     |     |
| D             | 5  | Alessandro Costacurta |     | 75e |
| D             | 6  | Franco Baresi         | 48e |     |
| M             | 4  | Angelo Colombo        |     |     |
| M             | 8  | Frank Rijkaard        |     |     |
| M             | 11 | Carlo Ancelotti       |     |     |
| M             | 7  | Roberto Donadoni      |     |     |
| ATT           | 9  | Marco van Basten      |     |     |
| ATT           | 10 | Ruud Gullit           |     | 59e |
| Remplaçants : |    |                       |     |     |
| G             | 12 | Davide Pinato         |     |     |
| D             | 13 | Filippo Galli         |     | 75e |
| D             | 14 | Roberto Mussi         |     |     |
| M             | 15 | Alberigo Evani        |     |     |
| ATT           | 16 | Pietro Paolo Virdis   |     | 59e |
| Entraineur :  |    |                       |     |     |
| Arrigo Sacchi |    |                       |     |     |